# I Love You (musikalbum)
I Love You är ett musikalbum av The Zombies utgivet 1966 av skivbolaget Decca. Det är dock i efterhand som albumet har fått sin titel, albumet var från början självbetitlat och kallades bara för The Zombies. Det här albumet gavs aldrig ut i varken USA eller Storbritannien utan utkom endast i Sverige, några andra europeiska länder och Asien. Låtmaterialet på albumet fanns däremot utgivet tidigare. Albumet bestod mest av singlar som gruppen släppt 1964-1966, men även av några spår från gruppens debutalbum Begin Here. "Is This the Dream" var en av gruppens största hits i Sverige och både "Indication" och "I Love You" testades för Tio i topp utan att ta sig in på listan. Albumet gavs ut på nytt 2004 med några bonusspår.

## Låtlista
(upphovsman inom parentes)
1. "The Way I Feel Inside" (Rod Argent)  1:51
2. "How We Were Before" (Colin Blunstone)  2:05
3. "Is This the Dream" (Argent)  2:42
4. "Whenever You're Ready" (Argent)  2:42
5. "Woman" (Argent)  2:24
6. "You Make Me Feel Good" (Chris White)  2:37
7. "Gotta Get a Hold of Myself" (Clint Ballard/Angela Riela)  2:29
8. "Indication" (Argent)  2:59
9. "Don't Go Away"  (White)  2:34
10. "I Love You" (White)  3:12
11. "Leave Me Be" (White)  2:08
12. "She's Not There" (Argent)  2:25